# Brezovci (Puconci, Slovenija)
Brezovci je naselje u slovenskoj Općini Puconcima. Brezovci se nalazi u pokrajini Prekomurju i statističkoj regiji Pomurju. U Brezovcima je bio rođen Franc Talanji (Franc Temlin), pisac, pjesnik, novinar, propagandist i partizan.

## Stanovništvo
Prema popisu stanovništva iz 2002. godine naselje je imalo 264 stanovnika.